# Lébédiane
Lébédiane est une nouvelle d'Ivan Tourgueniev parue dans la revue russe Le Contemporain en 1848. La nouvelle fait partie du recueil Mémoires d'un chasseur et décrit des scènes de vie dans une ville de province pendant une foire aux chevaux.

## Résumé
Le narrateur arrive à la ville de Lébédiane durant la foire. Il est là pour chasser un peu, mais entend aussi acheter des chevaux pour sa britchka. Il y rencontre le lieutenant en retraite Victor Klopakov qui essaie de rentrer dans les grâces du prince N***. Ce dernier est en ville, venu, avec son mignon, acheter des chevaux pour son régiment.
Le lendemain, le narrateur se fait présenter des chevaux chez les maquignons, mais rien ne le satisfait : celui-ci a les membres trop faibles, celui-là ne court pas droit.  Enfin, en voilà un qui lui convient, mais le prince N*** arrive et le maquignon ne se préoccupe plus du chasseur.

Visite chez un autre maquignon, on fait affaire, mais le cheval se révèle difficile à atteler : trop tard, le maquignon ne veut plus le reprendre.

## Édition française
- Lébédiane, traduit par Ely Halpérine-Kaminsky, dans Récits d'un chasseur, Paris, Éditions Albin Michel, 1893.
- Lébédiane, traduit par Françoise Flamant, Éditions Gallimard, Bibliothèque de la Pléiade, 1981  (ISBN 978 2 07 010980 7).